# Sammy Baugh
Samuel Adrian Baugh (Temple, Texas, Estados Unidos; 17 de marzo de 1914 - Rotan, Texas, Estados Unidos; 17 de diciembre de 2008), más conocido como Sammy Baugh, fue un jugador de fútbol americano. Durante su estancia en Texas Tech fue seleccionado en dos ocasiones como All-American. Después jugó en la NFL para los Washington Redskins. Fue seleccionado para ser miembro del Salón de la Fama de la NFL en 1963. Fue uno de los jugadores más versátiles de la historia de la NFL, al lograr récords en las posiciones de quarterback, defensive back y punter.

## Biografía
Baugh nació en una granja de Temple, Texas, y fue el segundo hijo de James, quien trabajó para el Santa Fe Railroad, y Lucy Baugh. Sus padres se divorciaron más tarde y su madre crio a los tres niños.  Cuando cumplió 16 años de edad, la familia se mudó a Sweetwater, Texas y asistió a la escuela Sweetwater High School.  Como quarterback de su equipo de preparatoria, practicaba por varias horas diarias lanzando el balón (a menudo corriendo) hacía un neumático de automóvil que colgaba de una cuerda.  Pero aparentemente, Baugh practicó más los despejes que lanzar el balón.
Sin embargo, en realidad lo que Baugh quería era convertirse en jugador profesional de béisbol y casi logró recibir una beca para jugar con Washington State.  Pero cerca de un mes antes de ir a Washington State, Baugh se lastimó una rodilla al deslizarse hacia segunda base durante un partido, y le retiraron la beca.

## Carrera

### Universidad
Después de que el entrenador Dutch Meyer le dijera que podría participar en tres diferentes deportes (fútbol americano universitario, béisbol y baloncesto), Baugh asistió a la Texas Christian University. Mientras jugó para Texas Christian, lanzó 587 pases en sus tres temporadas como universitario para 39 touchdowns.  Baugh fue nombrado All-American en 1935 y 1936.  También dirigió a Texas Christian a dos victorias de tazones, una victoria por marcador de 3-2 sobre Louisiana State en el Sugar Bowl de 1936 y una victoria por 16-6 sobre Marquette en el primer Cotton Bowl de 1937 después del cual fue nombrado como MVP del Cotton Bowl.  Quedó en cuarto lugar por el Trofeo Heisman en 1936.
En la primavera de su último año universitario, el dueño de los Redskins George Preston Marshall le ofreció a Baugh $4,000 dólares por jugar con la franquicia.  Aun poco seguro acerca de jugar fútbol americano profesional (el entrenador Meyer le ofreció un trabajo como entrenador novato y aun pensaba en jugar béisbol profesional), no aceptó firmar hasta después del College All-Star Game (un partido colegial de pretemporada), donde su equipo venció a los Green Bay Packers por 6-0.
Baugh también jugó béisbol en Texas Christian, donde jugó como tercera base.  Fue durante el tiempo en el que jugó béisbol que se ganó el apodo de "Slingin' Sammy", el cual obtuvo de un cronista deportivo de Texas.  Después de salir de la universidad, Sammy firmó un contrato con los St. Louis Cardinals y fue enviado a las ligas menores en Columbus, Ohio después de convertirse en shortstop. Fue enviado a una liga aun menor en Rochester, Nueva York.  En ese equipo no le dieron mucha oportunidad de jugar, ya que el titular era Marty Marion, así que prefirió el fútbol americano profesional.

### NFL
"No sabía de lo que me estaban hablando, porque francamente, nunca había escuchado del draft ni de los Washington Redskins."
Sammy Baugh al ser seleccionado en el draft de 1937.

Como se esperaba, Baugh fue seleccionado en la primera ronda (sexta selección global) en el Draft de la NFL en 1937 por los Washington Redskins, el mismo año en que la franquicia se mudó de Boston.  Firmó un contrato por un año con los Redskins y recibió $8,000 dólares, haciéndolo el jugador mejor pagado del equipo.
En su temporada como novato en 1937, Baugh jugó como quarterback, defensive back y punter, estableciendo un récord de pases completos con 91 en 218 intentos y lanzó para 1,127 yards, la cantidad más alta de la liga.  Dirigió a los Redskins al juego de Campeonato de la NFL en contra de los Chicago Bears, donde finalizó con 17 pases completos de 33 para 335 yardas y sus pases para touchdown de 55, 78 y 33 yardas (todos en la segunda mitad del juego), le dieron a Washington una victoria por 28-21.  Los Redskins y los Bears se enfrentarían tres veces más en juegos de campeonato entre 1940 y 1943. En el juego de campeonato de 1940, los Bears registraron la victoria más amplia en la historia de la NFL, venciendo a Washington por 73-0.
En 1942, Baugh y los Redskins ganaron la Conferencia Este con una marca de 10-1. Durante esa misma temporada, los Bears terminaron 11-0 y aplastaron a sus oponentes por un total de 376 contra 84.  En el juego de Campeonato de 1942, Baugh lanzó un pase de touchdown y mantuvo a los Bears en su propio territorio con poderosos despejes, incluyendo una patada de 85 yardas, y Washington ganó 14-6.

"No sabía cuanto ganaban los jugadores profesionales, pero pensé que ganaban bastante dinero. Así que le pedí un salario de $8,000 dólares al Sr. Marshall y los obtuve. Después me sentí como un ladrón cuando me enteré de cuanto ganaban Cliff Battles y otros muy buenos jugadores. Te diré que el muchacho mejor pagado de Washington el año anterior no ganaba ni la mitad de esos $8,000! Tres de ellos (Cliff Battles, Turk Edwards y Wayne Millner) ganaban menos que yo, y ahora están en el Salón de la Fama. Si hubiera sabido cuanto ganaban, jamás habría pedido ese salario."
 Sammy Baugh, acerca de su salario de $8,000 dólares.

Baugh fue aún más exitoso en 1943 y fue líder de la liga en pases, despejes (promedio de 45.9 yardas) e  intercepciones (11).  Uno de los juegos más memorables de Baugh en esa campaña fue cuando lanzó cuatro pases de touchdown e interceptó cuatro pases en una victoria por 42-20 sobre Detroit.  Los  Redskins de nuevo llegaron al juego de campeonato, pero perdieron con los Bears por marcador de 41-21. Durante el juego, Baugh sufrió una contusión al tacklear al quarterback de los Bears Sid Luckman y no regresó al partido.
Durante la temporada de 1945, Baugh completó 128 de 182 pases para un porcentaje de pases completos de 70.33, el cual fue entonces un récord de la NFL y aun permanece como el 2.ª mejor (detrás del 70.55 de 1982 de Ken Anderson).  Lanzó 11 pases de touchdown y sólo cuatro intercepciones. Los Redskins de nuevo ganaron la Conferencia Este, pero perdieron por 15-14 en el juego de Campeonato de 1945 en contra de los Cleveland Rams. El margen de victoria de sólo un punto se puso en escrutinio por un safety el cual ocurrió temprano en el juego. En el primer cuarto, los Redskins tenían el balón en su propia yarda 5. Retrocediendo (Dropping back) dentro de su propia zona de anotación, Baugh lanzó a un receptor que estuviera abierto, pero el balón pegó en el goalpost, (el cual en esa época estaba ubicado en la línea de gol en lugar de la parte trasera de la zona de anotación) y rebotó en el suelo dentro de la zona de anotación. Bajo las reglas de esa época, se marcó como un safety, dándole a los Rams una ventaja de 2-0. Al final esa fue la diferencia en el marcador. El Sr. Marshall (dueño de Washington) estaba tan furioso con el resultado que abogó porque en la siguiente campaña se modificara la regla y lo logró: desde entonces un pase que pegara en el goalpost fue automáticamente marcado como pase incompleto. Esto fue conocido como la "Regla Baugh/Marshall".

"El mejor, en lo que a mí concierne. Él no sólo podía pasar el balón, podía jugar a la defensiva, podía despejar el balón, corría cuando debía. Eramos compañeros de cuarto, y era un hombre del fútbol americano. Conocía el fútbol americano, lo jugó, y todos le tenían mucha confianza."
 Bill Dudley, acerca de Sammy Baugh.

Otro de los mejores juegos de Baugh fue en el "Sammy Baugh Day" (Día de Sammy Baugh) el 23 de noviembre de 1947. Ese día, el Washington D.C. Touchdown Club lo honró en el Griffith Stadium y le dieron un vehículo familiar.  Contra los Chicago Cardinals lanzó para 355 yardas y seis touchdowns.  Esa temporada, los Redskins terminaron con marca de 4-8, pero Baugh tuvo las mejores marcas individuales en su carrera: pases completos (210), intentos de pase (354), yardas por pase (2,938) y pases de touchdown (25), siendo líder de la liga en esas cuatro categorías.
Baugh jugó cinco años más, lidereando la liga en porcentaje de pases completos por sexta y séptima ocasión en 1948 y 1949. Se retiró después de la temporada de 1952.  En su último juego como profesional, una victoria por 27-21 sobre Filadelfia en el Griffith Stadium, jugó por varios minutos antes de retirarse en medio de una ovación de pie del público asistente.  Baugh logró seis títulos de pases completos de la NFL y fue seleccionado a siete All-NFL durante su carrera. Completó 1,693 de 2,995 pases para 21,886 yardas.

### Marcas
Para cuando se retiró, Baugh logró 13 récords de la NFL records en tres posiciones diferentes: quarterback, punter, y defensive back.
Dos de sus récords como quarterback aun se mantienen: más temporadas siendo líder de la liga en pases (seis; empatado con Steve Young); y más temporadas como líder de la liga con el menor porcentaje de pases interceptados (cinco).  También posee las siguientes marcas: la segunda mejor marca de porcentaje de pases completos (70.33), más temporadas como líder en yardas ganadas (cuatro) y más temporadas como líder de la NFL en porcentaje de pases completos (siete).
Como punter, Baugh se retiró con el récord de la NFL por el promedio más alto en toda una carrera profesional (45.1 yardas), y aun es el segundo mejor de todos los tiempos detrás de Shane Lechler con 46.5 yardas), y tiene el mejor promedio (51.4 en 1940) y el tercer mejor promedio (48.7 en 1941) en una temporada. Como defensive back, fue el primer jugador en la historia de la NFL en interceptar cuatro pases en un solo juego, y es el único jugador en ser líder de la liga en tres departamentos diferentes: pases, despejes e intercepciones en la misma temporada.  Baugh también fue líder de la liga en despejes de 1940 a 1943.

## Carrera como entrenador
Baugh dejó Washington D. C. en 1952 y no regresó.  Después de su carrera como jugador, se convirtió en entrenador en jefe en la Hardin-Simmons University de 1955 a 1959, finalizando con una marca de 23-28.  Entonces se convirtió en el primer entrenador en jefe de los New York Titans de la American Football League de 1960 a 1961, con un récord final de 14-14. En 1964, Baugh fue el entrenador de los Houston Oilers de la AFL terminando con una marca de 4-10.

## Después de la NFL
En los primeros años de su carrera, Baugh pagó $200 dólares por acre por un rancho en Texas, 80 millas al noroeste de Abilene. Después de su retiro, Baugh y Edmonia Smith, su esposa, se mudaron al rancho y tuvieron cuatro hijos y una hija.  Edmonia murió en 1990, después de 52 años de matrimonio con Baugh, quien fue su novia de preparatoria.
Baugh después vivió en una casa de reposo, en un pueblo de Texas, no muy lejos del Double Mountain Ranch hasta su muerte en noviembre de 2008. El Double Mountain Ranch está ahora en manos del hijo de Baughs, David y aun es un rancho dedicado a vacas y terneros de 20,000 acres

### Honores
Baugh era el único miembro sobreviviente de los 17 miembros fundadores del Salón de la Fama de la NFL.  Aparte ha sido honrado por los Redskins con el retiro de su número, el #33, por mucho tiempo el único número retirado de manera oficial por los Washington Redskins.
Otras distinciones:
- Una avenida en su pueblo natal de Rotan, Texas
- Equipo del 50.º aniversario de la NFL (1969)
- Equipo del 75.º Aniversario de la NFL (1994)[8]
- El 36º atleta más grande del siglo XX por Burt Randolph Sugar (1995)
- El 64.º atleta más grande del siglo XX por ESPN (1999)
- El 43.er atleta más grande del siglo XX por Associated Press (1999)
- El 3.er jugador más grande de la NFL del siglo XX por Associated Press (1999)
- El 11.º jugador más grande de la NFL del siglo XX por The Sporting News (1999); el jugador de los Redskins mejor ubicado.
- El cuarto jugador más grande del fútbol americano universitario por SPORT magazine(1999)
- El 3er jugador más grande del fútbol americano universitario por College Football News (2003)
- El séptimo jugador más grande del fútbol americano universitario por Brad Rawlins (2006)
- El quinto jugador más grande del fútbol americano universitario por ESPN (2007)
- Nombrado como titular en las posiciones de quarterback, defensive back y punter del  Cold, Hard Football Facts.com "All-Time 11" (2006)
- Seleccionado como el jugador más versátil de todos los tiempos por NFL Network (2007).[11]
- Su número fue retirado en la Sweetwater High School, su alma mater.

## Muerte
Associated Press ha citado al hijo de Baugh, el 17 de diciembre de 2008, diciendo que Baugh ha muerto debido a numerosos problemas de salud en el Fisher County Hospital en Rotan, Texas. Fue sepultado junto a su esposa Edmonia y su otro hijo Bruce Perrin (fallecido en 2006), en el cementerio Belvieu en Rotan, Condado de Fisher, Texas.